# USS Enterprise (CVN-65)
USS Enterprise (CVN-65), prvotno CVA(N)-65, bio je prvi nosač zrakoplova na nuklearni pogon na svijetu i osmi brod američke mornarice imena USS Enterprise. Kao i njegov prethodnik u Drugom svjetskom ratu (USS Enterprise (CV-6)), dali su mu nadimak Big E. Dužinom od 342 metra bio je najduži vojni brod na svijetu, a njegova istisnina od ukupno 93.500 tona ga činila ga je jedanaestim najtežim nosačem zrakoplova, lakšim samo od 10 nosača zrakoplova klase Nimitz.
Zbog starosti i cijene održavanja (imao je 8 nuklearnih reaktora), povučen iz aktivne službe u prosincu 2012. poslije više od 50 godina plovidbe, a zamijenili su ga nosači zrakoplova klase Gerald R. Ford.

## Povijest
Malo je ratnih brodova zaslužilo svoje mjesto u pomorskoj povijesti u trenutku porinuća, a uglavnom se radilo o brodovima koji su imali revolucionarna rješenja koja su bitno utjecala na strategiju i taktiku pomorskog ratovanja. Jedan od takvih brodova bio je i američki nuklearni nosač zrakoplova USS Enterprise.
Enterprise je zaslužio svoje mjesto u pomorskoj povijesti iz najmanje dva razloga. Prvi je da je u trenutku porinuća 24. rujna 1960. sa svojih 342 metra dužine i 93 970 tona pune istisnine bio najveći brod. Tu će "titulu" zadržati sve do 1972. i porinuća prvog nosača klase Nimitz. Prvotno je planirano da će se izgraditi šest nosača klase Enterprise, ali se od toga, zbog prevelike cijene gradnje, naknadno odustalo. Iskustva operativne uporabe Enterprisea pokazala su da su nuklearni nosači zrakoplova, unatoč visoke nabavne cijene, isplativiji od nosača s klasičnim pogonom, te je stoga već krajem šezdesetih godina prošlog stoljeća američka ratna mornarica počela s gradnjom nuklearnih nosača klase Nimitz.

### Uvođenje u službu
USS Enterprise, prvi u nizu od planiranih šest nosača zrakoplova klase Enterprise, bio je naručen 15. studenoga 1957. godine. Kobilica je bila položena u brodogradilištu Newport News Shipbuilding 4. veljače 1958., da bi dvije i pol godine poslije, 24. rujna 1960. bio porinut. Tog jutra, brod je krstila supruga tadašnjeg tajnika američke mornarice, Williama B. Frankea. Bio je to osmi u nizu brod američke mornarice koji nosi ime Enterprise. Prvi kapetan tada najvećeg i prvog broda na nuklearni pogon koji je ikad zaplovio postao je Vincent P. de Poix. Enterprise je 12. siječnja 1961. krenuo na svoju prvu plovidbu u trajanju od 3 mjeseca, nakon čega je započeo dugotrajan niz ispitivanja i trenažnih vježbi kako bi se ustvrdila pouzdanost i mogućnosti nuklearno pogonjenog nosača zrakoplova. Nakon Enterprisea, niti jedan drugi nuklearni nosač zrakoplova ove klase zbog velike cijene izgradnje (451,3 milijuna američkih dolara) nije dovršen, čime je USS Enterprise (CVN-65) ostao jedini u svojoj klasi. Klasu Enterprise je nastavila klasa Nimitz.

### 1960. do 1969., Kubanska kriza
Dana 20. veljače 1962. Enterprise je igrao ulogu kao mjerna postaja za praćenje leta svemirske letjelice Friendship 7 u misiji Mercury Atlas 6 u kojoj je pukovnik John H. Glenn Jr. napravio prvi američki let u orbiti. U kolovozu iste godine, nosač zrakoplova se pridružio 6. floti američke mornarice u Sredozemnom moru. Ubrzo nakon povratka u Norfolk, Virginia u listopadu, Enterprise je poslan u svoju prvu misiju u međunarodnoj krizi na Kubi. U istom mjesecu, SAD su nadlijetale Kubu s U-2 izviđačkim avionima. Tijekom takvog nadlijetanja i snimanja otoka Kube, špijunski avioni su snimili sovjetske lansirne rampe za nuklearne projektile koje su bile u izgradnji na otoku. Pripremljeni na najgore, SAD su počele pripremati vojnu akciju protiv Kube, šaljući nekoliko postrojba na Floridu koje su bile potpomognute jakim postrojbama i brodovima mornarice. Predsjednik John F. Kennedy je naredio pomorsku i zračnu blokadu Kube. Enterprise zajedno s nosačima USS Independenc, USS Essex i USS Randolph i drugim brodovima 2. flote postavili su Kubu u izolaciju i sprječavali krijumčarenje i opskrbu oružja na Kubu. Tijekom tih sedam napetih dana (od 22. do 28. listopada 1962.) Enterprise je plovio vodama oko Kube spreman za napad na položaje kubanske vojske, ali i na sovjetske brodove koji su prevozili projektile. Blokada je postavljena 24. listopada, a prvi sovjetski brod je zaustavljen već sljedećeg dana. 28. listopada sovjetski predsjednik Nikita Hruščov je prihvatio američki prijedlog i povukao nuklearno oružje s Kube.
Dana 19. prosinca 1962., zrakoplov E-2 Hawkeye je bio katapultiran s Enterprisea na prvom palubnom ispitivanju novog uređaja za izbacivanje, projektiranog da zamijeni stari uređaj. Novi uređaj je na paru i znatno skraćuje duljinu piste potrebne za uzlijetanje. Minutu kasnije lansiran je i drugi zrakoplov, A-6A.
Enterprise je napravio svoju drugu i treću plovidbu Sredozemljem 1963. i 1964. godine. Tijekom kasnijih plovidbi, 13. svibnja, osnovana je prva svjetska borbena grupa na nuklearni pogon, koju su uz USS Enterprise činili još i USS Long Beach i USS Bainbridge. Dana 31. srpnja, ova tri broda su stavljena u grupaciju nazvanu "Task Force One" (hrv. Prva borbena grupa) i poslani su u operaciju Morska orbita, "Operation Sea Orbit", povijesno 30.565 milja dugo putovanje oko svijeta, obavljeno bez nadolijevanja ili izmjene goriva. U listopadu, Enterprise se vratio u brodogradilište Newport News Shipbuilding i Dry Dock Company za svoje prvo nadolijevanje goriva i tehnički pregled. Big E (nadimak broda) je poslan u pacifičku 7. flotu u studenom 1965. i postao je prvi brod na nuklearni pogon kada je sudjelovao u bombardiranju Vijetkonga 2. prosinca 1965. u ratu u Vijetnamu. S njegove palube se prvog dana obavilo 125 uzlijetanja, bacivši i ispalivši 167 tona bomba i raketa na neprijateljsku liniju. Već sljedećeg dana postavljen je rekord od 165 uzlijetanja u samo jednom danu.
U siječnju 1968., sjevernokorejsko zarobljivanje USS Puebla (istraživačkog broda) dovelo je do diplomatske krize (ovaj incident naziva se još i Pueblov incident). Enterprise je poslan u Tihi ocean i dobio je zapovijed ophođenja i plovidbe blizu voda Južne Koreje, gdje se zadržao gotovo cijeli mjesec.
Nakon incidenta, plan je bio da se u siječnju ili veljači 1969. priključi pomorskim snagama kod Vijetnama. Međutim, ujutro 14. siječnja 1969. došlo je do eksplozije projektila MK-32 Zuni podvješenog pod krilo lovca F-4 Phantom II. Eksplozija je zahvatila dio aviona na krmi broda što je dovelo do nekontroliranog širenja plamena. Od posljedica eksplozije i plamena poginuo je 27 članova posade, dok ih je 314 ozlijeđeno. Petnaest je aviona uništeno, a na krmi broda je napravljena velika šteta, zbog čega je Enterprise morao na popravak. Popravak je obavljen u Pearl Harboru na Havajima i Enterprise se vratio u operativnu uporabu već u ožujku 1969.
Dne 14. travnja 1969., napetosti sa Sjevernom Korejom su se povećale kada je Sjeverno korejski zrakoplov MiG-17 u međunarodnim vodama srušio nenaoružani EC-121 Warning Star tijekom rutinskog ophođenja Istočno-korejskog mora iz baze u Atsugi, Japan. Svih 31 članova posade je poginulo. SAD su reagirale i aktivirale "Task Force 71" kako bi zaštitile međunarodni zračni prostor od ovakvih napada. Brodovlje borbene grupe (Task Force) bilo je sastavljeno većinom od krstarica i razarača u misijama u Jugoistočnoj Aziji i nosača Enterprise, Ticonderoga, Ranger i Hornet. Formacija ove grupe postala je najveće pokazivanje vojne moći u tom području od Korejskog rata.

## Od 1970. do 1979.
Od 1969. do 1970., Enterprise se vratio u Newport News Shipbuilding gdje je detaljno pregledan i servisiran. Istodobno je po drugi put napunjen. U siječnju 1971., dovršio je probne plovidbe sa svojim novo projektiranim jezgrama nuklearnih reaktora, koji su sadržavali dovoljno goriva da ga pogone narednih 10 godina. Nakon toga, zaplovio je za Vijetnam, kako bi pružio zračnu potporu američkim i južnovjetnamskim postrojbama.
U Vjetnamskom ratu Enterprise je po prvi put sudjelovao 1971. godine. U Vijetnamu, Enterprise, USS Oriskany (CVA-34) i USS Midway (CVA-41) su zajedno imali ukupno 2.001 uzlijetanje sa svojih paluba do 30. lipnja 1971. Djelovanje se nastavilo i u sljedećem mjesecu, 22 dana s dva nosača i 9 dana s jednim. Zračne operacije tijekom srpnja su bile ograničene zbog tri tropska monsuna tog mjeseca. Broj uzlijetanja za napadne operacije u Sjevernom Vijetnamu su se pred kraj mjeseca povećale. Bili su to napadi na protivničke postrojbe i ciljeve i potpora američkim jedinicama s helikopterima. 
Od kolovoza do studenoga 1971. USS Enterprise je sudjelovao u operacijama na takozvanoj "Yankee Station" (hrv: Američka postaja). Tijekom kolovoza 1971., djelovanje je nastavljeno prvih osam dana u mjesecu s dva nosača zrakoplova, a tijekom ostalih 23 dana tog mjeseca je djelovao jedan sam. Tog mjeseca je zabilježeno 1915 uzlijetanja.
U rujnu 1971., uz iznimku od dva dana. nosači su djelovali samostalno (svaki za sebe). Prvih par dana tog mjeseca se uzlijetalo samo s Enterprisea, sredinom mjeseca samo s Orskanya, a pred kraj mjeseca s Midwaya. Stav sa samo jednim aktivnim nosačem i izmjenjivanjem nosača uzrokovao je malo manje uzlijetanja od prijašnjih mjeseci, pa je tako izvršeno 1.243 uzlijetanja tijekom rujna. Na "Yankee Stationu" tijekom listopada 1971., nastavljene su operacije sa samo jednim aktivnim nosačem, dok se druga dva "odmaraju". Midway je završio svoj dio 10. listopada, nakon čega ga je zamijenio Enterprise. Pred kraj mjeseca Enterprisea je zamijenio Oriskany. Sa sva tri nosača zajedno je zabilježeno 1024 uzlijetanja, 30 od njih u Sjeverni Vijetnam, a ostali u Laos. 
U studenom naizmjence na "Yankee Station" su djelovali USS Enterprise, USS Oriskany i USS Constellation. 22 dana su djelovala dva nosača istovremeno, s ukupno 1766 uzlijetanja.
U prosincu 1971. tijekom Indijsko-pakistanskog rata 1971., Enterprise je poslan u Bengalski zaljev kako bi pokazao nadmoć nad indijskom pomorskom blokadom indijskog lakog nosača zrakoplova INS Vikrant. Američku borbenu flotu je pratila i sovjetska podmornica. Sukob je izbjegnut kada su se amerikanci udaljili iz Indijskog oceana i krenuli prema Sjeveroistočnoj Aziji.
U listopadu 1972., SAD su obavile sve taktičke zračne napade u Sjevernom Vijetnamu iznad 20-te paralele, privodeći operaciju "Linbacker I" kraju. Ova gesta i plan o prestanku napada i bombardiranja Sjevernog Vijetnama iznad dvadesete paralele je osmišljen kako bi se promicala ideja i olakšali pregovori oko mira koji su se održavali u Parizu. Od listopada do prosinca, Enterprise je ostao na položaju na "Yenkee Stationu" s ostalim nosačima i bio u pripravnosti za napad. Kao rezultat obustave bombardiranja Sjevernog Vijetnama, u tom razdoblju nije srušen niti jedan MiG niti je bilo američkih gubitaka.
Dne 18. prosinca 1972., SAD su nastavile bombardiranje Vijetnama iznad 20-te paralele pod imenom "Linebacker II". Tijekom operacije Linebacker II, Enterprise i drugi nosači koncentrirali su napade na zemlja-zrak projektile i protuavionsko topništvo, neprijateljske vojarne, skladišta goriva, Haiphong pomorsko i brodogradilišno područje, željezničke ciljeve itd. Mornarički taktički zračni napadi operacije Linebacker II su bili usredotočeni na priobalna područja oko Hanoia i Haiphonga. Izvedeno je 705 mornaričkih napada u tom području tijekom ove operacije. Između 18. i 22. prosinca mornarica je izvršila 119 napada u Sjevernom Vijetnamu, s velikim ograničenjem djelovanja zbog lošeg vremena.
Pred kraj prosinca 1972. Sjeverni Vijetnam se vratio "mirovnom stolu". Operacija Linebacker II je završila. U siječnju 1973., dogovoreno je primirje i sva napadna djelovanja na Vijetnam su otkazana. Od 28. siječnja 1973., zrakoplovi s Enterprisea i Rangera uzlijetali su zbog napada na glavne putove opskrbe u Laosu. Laos nije imao nikakve veze s primirjem u Vijetnamu.
Nakon primirja u Vijetnamu, USS Enterprise je zaplovio prema Puget Sound mornaričkom brodogradilištu u Bremertonu, Washington, gdje je 18. ožujka 1974. postao prvi američki nosač zrakoplova s kojeg su počeli operativno djelovati tada najbolji američki lovački avioni F-14 Tomcat. F-14 avioni VF-1 Wolfpack i VF-2 Bounty Hunters napravili su svoja prva uzlijetanja i slijetanja na nosač. U rujnu 1974. Enterprise je postao prvi nosač koji je bio opremljen borbenim lovcima F-14.
U veljači 1975. tajfun Gervaise obrušio se na otok Republike Mauricijusa u jugozapadnom dijelu Tihog Oceana. Enterprise je odgovorio na pozive u pomoć i uplovio u luku Louis, gdje je osoblje nosača provelo više od 10.000 radnih sati popravljajući električni, telefonski i vodovodni sustav i prevozeći helikopterima medicinske potrepštine, hranu i vodu u pogođena područja.
Zajedno s nosačima Midway, Coral Sea, Hancock i Okinawa, Enterprise je 19. travnja 1975. sudjelovao u operaciji Frequent Wind - spašavanju američkih državljana iz opkoljenog Sajgona. Operacija se razvila u evakuaciju američkih građana iz glavnog grada Južnog Vijetnama koji je bio pod teškim napadima sjevernovjetnamske vojske. Stanje oko Sajgona i njegove Tan Son Nhat zračne luke omogućilo je samo zračnu evakuaciju. Predsjednik SAD-a Gerald Ford naredio je evakuaciju. Sa zaštitom lovaca s nosača zrakoplova, helikopteri su sletjeli u Sajgonu i Tan Son Nhatu kako bi evakuirali amerikance. Zračna luka je postala glavno sletište američkih helikoptera, koju su branili marinci iz devete amfibijske brigade. Evakuirano je 900 amerikanaca, a zadnji helikopter je napustio Američko veleposlanstvo noseći marince.
U siječnju 1979. je uplovio u Puget Sound mornaričko brodogradilište na 30-mjesečni remont. Tijekom ovog remonta maknut je SCANFAR radar i napravljeno je još par manjih izmjena. Tijekom remonta, zaposlenici brodogradilišta nazvali su ga "Building 65".

## Od 1980. do 1989.
Godine 1982. nosač je otišao na svoju 10. WESTPAC implementaciju. U travnju 1983., Enterprise se nasukao u uvali San Francisca dok se vraćao iz plovidbe. Ostao je nasukan nekoliko sati. U to vrijeme je na brodu bio George Takei, koji tumači lika Mr. Sulu, kormilara u popularnoj znanstveno-fantastičnoj seriji Zvjezdane Staze. Iako nasukavanja i sudari svojih brodova znače kraj karijere za kapetana broda američkog ratnog broda, tadašnji kapetan Enterprisea, Robert J. Kelly, koji je tada već bio predložen za komodora, a kasnije je postao admiral i vrhovni zapovjednik američke pacifičke flote.
Godine 1984. krenuo je na svoju 11. WESTPAC implementaciju. 2. studenog 1985. Enterprise je zapeo na Bishop Rock kod Cortes Banka tijekom vojne vježbe, što je oštetilo vanjski dio trupa i propeler. Enterprise je nastavio s vježbama, a kasnije je otplovio na suhi dok za popravak oštećenja. 
Godine 1986. je krenuo na 12. WESTPAC implementaciju. Enterprise je 28. travnja 1986. je iz Crvenog mora, preko Sueskog kanala uplovio u Sredozemno more, postavši tako prvi nosač na nuklearni pogon koji je prošao tim kanalom. U Sredozemnom moru se pridružio USS Americi (CV-66) kod obale Libije. Tamo je sudjelovao u operaciji "Eldorado Canyon", američkom bombardiranju Libije. To je bio prvi puta nakon 22 godine da je Enterprise ušao u Sredozemno more.
U travnju 1988., krenuo je na 13. WESTPAC implementaciju tijekom koje je Enterprise plovio Perzijskim zaljevom i sudjelovao u operaciji "Earnest Will" pomažući obrani kuvajtskih tankera od iranskih napada. U isto vrijeme USS Samuel B. Roberts (FFG-58) je zapeo za iransku minu u međunarodnim vodama. Kao odgovor na to, pokrenuta je operacija "Praying Mantis". Započeti su napadi na Iranske ciljeve i dvije naftne platforme koje su služile kao baza za iranske napade. Avioni iz CVW-11 (Carrier Air Wing Eleven) su pružali zračnu potporu i izviđanje, s A-6 Intruderima i A-7 Cirsair II i borbenim avionima F-14 Tomcat.
U rujnu 1989., Enterprise je napustio NAS Alamedea i započeo svoju 14. implementaciju, krstarenje oko svijeta do nove matične luke u Norfolku. Početkom prosinca 1989. Enterprise i Midway su sudjelovali u operaciji "Classic Resolve", američki predsjednik George H.W. Bush je odgovorio na poziv filipinskog predsjednika Corazona Aquinoa za zračnu potporu tijekom pokušaja pobunjeničkog atentata. Enterprise je ostao blizu filipinskih voda sve dok se stanje nije smirilo, a tada je nastavio plovidbu Indijskim oceanom.

## Od 1990. do 1999.
U ožujku 1990. Enterprise je završio svoj put oko svijeta uploveći u svoju matičnu luku Norfoklk. Prešao je više od 69.000 km od svoje bivše matične luke u Almedi u Kaliforniji, preko Hong Konga, Filipina, Tajlanda, Singapura, Rio de Janeira, St.Thomasa i Fort Lauderdalea na Floridi. Zbog zamjene goriva i opsežnog remonta koji je trajao od listopada 1990. do rujna 1994. otplovio je u Newport News Shipbuilding, te zbog toga nije sudjelovao u ratu za oslobođenje Kuvajta od iračke okupacije. Tijekom ovog nadopunjavanja i pregleda, mornarica je produžila nosač s 336 na 342 metra uz neke manje izmjene kako bi produžila životni vijek nosača.
Dne 27. rujna 1994. Enterprise je vraćen u more na ispitivanja, tijekom kojih je pokazao da je s punom snagom čak malo brži nego što je bio nov.
Dne 28. srpnja 1996. započeo je svoju 15. implementaciju. Nosač je poslan u Jadran kao dio operacije "Joint Endeavor" gdje je osiguravao zračni prostor Bosne i Hercegovine. Bio je i u Iraku u operaciji "Souther Watch". Ovo je bila i posljednja operacija u kojoj se sudjelovali A-6 Intruder avioni, nakon što su povučeni iz uporabe u američkoj mornarici. Tijekom tih 6 mjeseci plovidbe, brod je posjetio 8 luka. Do prosinca 1996. završio je svoju implementaciju.
U veljači 1997. Enterprise je uplovio u Newport News Shipbuilding na dodatne izmjene, koje su trajale četiri i pol mjeseca.
U studenom 1998., Enterprise je krenuo na 16. implementaciju, ovaj put s grupom CVW-3 (Carrier Air Wing Three). Tijekom noći 8. studenog 1998., EA-6B Prowler se zabio u S-3 Vikinga na palubi nosača. Nezgoda se dogodila kada se EA-6B vraćao na Enterprise prateći noćno osvjetljenje i zapeo za S-3 koji se nalazio na letnoj palubi. Obje posade aviona su se izbacile iz svojih aviona prije sudara. Vatra je zahvatila oba aviona, ali je požar posada broda brzo ugasila. Tri od četiri člana su izgubljena u moru. Drugi članovi posade broda nisu bili ozlijeđeni. Potraga za tri člana EA-6B Prowaler aviona je obustavljena nakon 24 sata potrage i pretraženog 340 km2 područja.
Enterprise je 23. studenog 1998. otišao pomoći nosaču USS Dwight D. Eisenhower (CVN-69) u Perzijskom zaljevu. Tijekom sidrenja u luci Jebel Ali, UAE, nosač je ugostio predsjednika George H.W. Busha i imao koncert uživo grupe Hootie & the Blowfish. U prosincu 1998. Enterpriseova borbena grupa sudjelovala je u operaciji "Desert Fox", bombardirajući iračke vojne ciljeve s više od 300 BGM-109 Tomahawk zrak-zemlja raketama i 313 tona topničkog naoružanja. 70-satni napad su izvodili Enterprise, USS Gettysburg (CG-64), USS Stout (DDG-55), USS Nicholson (DD-982) i USS Miami (SSN-755). 23. prosinca 1998., na nosač su sletjeli ministar obrane William Cohen, sa svojom ženom Janet, senator Daniel Inouye s Havaja, predstavnik John Murtha iz Pennsylvaniae i pjevačima Mary Chapin Carpeter, Carole King i David Ball. Ministar je uživao u ručku s mornarima, nakon čega je održan koncert na palubi broda.
Prema operaciji "Sicily", Enterprise je trebao otići u posjet Cannesu, Francuska. No, pregovori o primirju s Jugoslavijom u Rambouilletu u Francuskoj su se pogoršali i nosač je poslan u Jadransko more nakon samo 24 sata sidrenja u Cannesu. Početkom ožujka 1999., Enterprise se usidrio u Trstu u Italiji, za svoj zadnji posjet nekoj Sredozemnoj luci prije plovidbe za Perzijski zaljev. Tamo 14. ožujka 1999. mijenja nosač USS Carl Vinson (CVN-70). Vraća se natrag u svibnju 1999. Tijekom 1998. – 1999. Enterprise je preplovio više od 80.000 km i na moru je proveo 151 dan. Avioni su s njega uzletjeli više od 9.000 puta, a proveli su u zraku oko 17.000 sati.

## Od 2000. do 2009.
Dana 25. travnja 2001. Enterprise je krenu na svoju 17. implementaciju s grupom CVW-8. Od 18. srpnja do 28. srpnja 2001., nosač i brodovi u pratnji ostalih brodova je sudjelovao zajedno s britanskom kraljevskom mornaricom u zajedničkoj vojnoj vježbi u Sjevernom moru, blizu Škotske.
Enterprise je bio na putu iz Perzijskog zaljeva ka svojoj matičnoj luci Norfolk (Virginia), kada su se 11. rujna 2001. avioni zaletjeli u njujorške nebodere. Umjesto odlaska u Sjedinjene Države Enterprise je dobio zapovijed da se vrati u Indijski ocean. U listopadu 2001. SAD su pokrenule zračne napade na Al Qaidine trenažne kampove i talibanska uporišta u Afganistanu. Akcija je osmišljena kako bi se omelo korištenje Afganistana za uporište terorista. Tijekom tri tjedna, avioni s nosača Enterprise su poletjeli u približno 700 misija i izbacili velike količine bomba i raketa na ciljeve u Afganistanu. Pri kraju listopada, nosač je zaplovio prema SAD-u.
U studenom 2001. nosač je stigao u svoju matičnu luku u Norfolk, oko dva tjedna kasnije od planiranog. Tijekom zadnjih dana na moru, s nosača se prenosila dvosatna emisija "Good Morning America". Dana 7. siječnja 2002. Enterprise je ušao u Nortfol mornaričko brodogradilište za jednogodišnji remont.
Od 2003. do 2004. nosač je pružao zračnu potporu u operaciji "Iračka sloboda". Od svibnja 2006. Enterprise je krenuo na planiranu šestomjesečnu plovidbu, koja je trajala dva tjedna duže od predviđenog. Tijekom plovidbe posjetio je 8 luka, djelovao u šestoj, petoj i sedmoj floti. Vratio se u Norfolk 18. studenog 2006.
U kolovozu 2007. nosač se pridružio floti blizu Irana. Dana 19. prosinca 2007. vratio se u SAD nakon šest mjeseci provedenih u Perzijskom zaljevu.
Dne 12. travnja 2008. uplovio je u Northrop Grumman Newport brodogradilište na planiran pregled u trajanju od 18 mjeseci. Vraćen je u službu u rujnu 2009. godine. Brod bi trebao obaviti još jednu plovidbu prije povlačenja iz službe. Po sadašnjim planovima američke ratne mornarice Enterprise će ostati u operativnoj uporabi sve do 2014. kada bi ga trebao zamijeniti nuklearni nosač CVN-78.

## Opis broda
Početno su Enterprise označili kao CVA(N)-65, pri čemu je N označavalo nuklearni pogon. Kasnije je ta oznaka skraćena u CVN-65. Nuklearni nosač zrakoplova Enterprise ostat će zapamćen i po još jednoj specifičnosti - nuklearnom pogonu od čak osam reaktora. Naime, u trenutku njegove gradnje nisu postojali dovoljno snažni i pouzdani nuklearni reaktori te su projektanti morali uporabiti relativno slabe A2W reaktore tvrtke Westinghouse, koji su porijeklo vukli od nuklearnih reaktora namijenjenih podmornicama. Para proizvedena u osam reaktora odvodi se na četiri parne turbine ukupne snage 280 000 konjskih snaga što je dovoljno za vršnu brzinu od 33 čvora.
Tako velika brzina potrebna je kako bi se olakšalo polijetanje aviona s letne palube na koju su postavljena četiri parna katapulta C-13 Mod 1 dužine 88,5 metara kojima se avioni doslovno ispaljuju u zrak (za dvije sekunde ubrzaju do brzine veće od 265 km/h). Kako je za pripremu svakog katapulta potrebno minuta i 45 sekundi, teoretski s palube Enterprisea avioni mogu polijetati svakih 30 sekundi.
Za povratak na brod namijenjena je sletna staza koja je ukošena od krme prema lijevom boku. Opremljena je s četiri uređaja za kočenje čije se debele sajle protežu preko sletne staze. Kada avion svojom kukom smještenom na stražnjem dijelu trupa zakači jednu od četiri sajle mora u samo 105 metara smanjiti brzinu s oko 225 km/h na nulu. U slučaju da pilot promaši sve četiri sajle, podiže avion i nakon toga ponovno slijeće. Ukupna dužina i širina letne palube je 331,6 x 76,8 metara.
Za prijevoz aviona s letne palube u brodski hangar Enterprise su opremili s četiri dizala, od toga su tri smjestili na desni bok, a jedan na lijevi. Hangar je visok 7,5 metara i ima površinu 19 440 m2. Veličina hangara i letne palube dovoljna je za 72 zrakoplova.
Nakon što je iz operativne uporabe povučen palubni lovac F-14 Tomcat, osnovu palubnog zrakoplovstva američke mornarice čini višenamjenski borbeni avion F/A-18 E/F Super Hornet. Iako su opremljeni i projektilima za zračnu borbu, osnovna im je namjena uništavanje ciljeva na zemlji. Za zračnu obranu nosača i udarne grupe zaduženi su nešto stariji i manji F/A-18 C/D Hornet. Nadzor zračnog prostora i površine mora oko nosača dužnost je "letećih radara" D-2C Hawkeye, dok se za ometanje protivničkih radara i njihovo uništenje rabe jurišnici EA-6B Prowler. Protupodmornička borba je u domeni aviona S-3B Viking i helikoptera SH-60 Seahawk, dok se zrakoplovi S-3B Viking koriste i u zadaćama opskrbe aviona gorivom u letu.
Da bi brod funkcionirao ima posadu od 3000 ljudi, od čega je 150 časnika, 150 viših dočasnika i 2700 nižih dočasnika i časnika. Zrakoplovnu grupu čini 250 pilota i 1750 ljudi zaduženih za održavanje aviona i helikoptera.